# 1600 Pennsylvania Avenue
1600 Pennsylvania Avenue è un musical del 1976 con musica di Leonard Bernstein e libretto e testi di Alan Jay Lerner. È considerato un leggendario flop di Broadway, con solo sette rappresentazioni. È stata l'ultima partitura originale di Bernstein per Broadway.

## Produzione originale di Broadway
Il musical è stato inaugurato il 4 maggio 1976 al Mark Hellinger Theatre e si è chiuso l'8 maggio 1976, dopo soli 7 spettacoli e 13 anteprime. È stato co-diretto e co-coreografato da Gilbert Moses e George Faison.
Il musical ha preso in esame l'istituzione della Casa Bianca e dei suoi occupanti dal 1800 al 1900. Concentrandosi principalmente sulle relazioni razziali, la storia descrive (tra gli altri incidenti) la presunta relazione di Thomas Jefferson con una schiava nera, il rifiuto di James Monroe di arrestare la schiavitù a Washington, all'indomani della guerra civile americana e dell'impeachment di Andrew Johnson. Durante lo spettacolo gli attori principali hanno interpretato più ruoli: Ken Howard ha interpretato tutti i presidenti, Patricia Routledge tutte le First Ladies, e Gilbert Price ed Emily Yancy hanno interpretato i servitori della Casa Bianca, Lud e Seena. Le successive star di Broadway Reid Shelton, Walter Charles, Beth Fowler e Richard Muenz sono apparsi in ruoli di gruppo, così come il giovane baritono afroamericano Bruce Hubbard.
Lo spettacolo era originariamente concepito per essere rappresentato come una commedia nella commedia, con gli attori dello spettacolo che uscivano dal personaggio per commentare la trama e discutere le relazioni razziali da un punto di vista moderno. Ma questo concetto è stato quasi completamente rimosso durante le prove fuori città dello spettacolo a Filadelfia e Washington, DC.
Il regista originale del musical, Frank Corsaro, il coreografo, Donald McKayle e lo scenografo e costumista Tony Walton lasciarono la produzione durante i provini.
Quando lo spettacolo aprì a Broadway, poco del concetto metateatrale era rimasto, a parte alcuni elementi scenici e di costume e alcuni riferimenti musicali (in particolare, il numero di apertura "Rehearse!").
Scoraggiato dalla risposta della critica e del pubblico al suo lavoro e arrabbiato per il fatto che durante le prove gran parte della sua musica fosse stata condensata e modificata senza il suo consenso, Bernstein si rifiutò di consentire una registrazione degli artisti del musical.

## Reazione della critica
La risposta critica iniziale allo spettacolo è stata clamorosamente negativa. I critici hanno devastato il libro di Lerner mentre lodarono ampiamente la partitura di Bernstein. Solo Patricia Routledge fu risparmiata, soprattutto grazie al suo spettacolo del secondo atto "Duet for One (The First Lady of the Land)" per il quale ricevette una standing ovation a metà spettacolo la sera dell'inaugurazione a New York e una standing ovation a metà spettacolo dall'orchestra la sera di chiusura. Dopo la morte di Bernstein è stata registrata e pubblicata una versione da concerto della partitura, intitolata A White House Cantata. Quella versione tendeva ad essere rivista come un'opera classica piuttosto che come un musical di Broadway, una tendenza incoraggiata dal casting dei ruoli principali con cantanti d'opera. Le differenze nella partitura e nello stile di esecuzione rendono impossibile giudicare correttamente il musical originale dalla registrazione successiva. La partitura è considerata da molti storici e appassionati di teatro musicale un capolavoro dimenticato, o almeno trascurato. Alcune delle canzoni hanno goduto di una certa fama al di fuori dello spettacolo, tra cui "Take Care of This House", "The President Jefferson Sunday Luncheon Party March" e "Duet for One", un tour-de-force per una singola attrice che interpreta sia Julia Grant che Lucy Hayes il giorno dell'inaugurazione di Rutherford B. Hayes descrivendo in dettaglio gli estenuanti conteggi dei voti che avevano molti, in dubbio sulla sua legittimità.
L'autore Ethan Mordden ha osservato che "Bernstein e Lerner hanno creato una partitura sorprendentemente buona, persino una sinossi di tutta l'America, con fanfara, marcia, valzer, blues. È l'opera più classica di Bernstein per Broadway".

## Riutilizzo di materiale in altre opere
Come per i suoi progetti precedentemente abbandonati, Bernstein ha utilizzato parti della partitura nei lavori successivi. In Songfest, ad esempio, l'ambientazione del poema di Walt Whitman "To What You Said" come assolo di baritono era una rielaborazione del preludio originale dello spettacolo, in cui il coro canticchiava una melodia suonata dal violoncello nella versione di Songfest. (Nello spettacolo, questa musica è stata spostata al punto più basso emotivo del secondo atto, usata come sottofondo a un funerale presidenziale). Il pezzo occasionale Slava! A Political Overture, scritta in onore dell'amico di Bernstein Mstislav Rostropovich, ha unito due brani dello spettacolo, il ritmo veloce "Rehearse!" e "The Grand Old Party". All'inizio dell'opera A Quiet Place, la musica per l'aria "You're late, you shouldn't have come" ("Sei in ritardo, non saresti dovuto venire") deriva da quella di "Me", una canzone che nello spettacolo originale stabiliva il concetto meta-teatrale che alla fine fu abbandonato. (Parte della musica di "Me" può essere ascoltata nella partitura di Broadway, la cosa più memorabile nella canzone "American Dreaming"). Una sezione strumentale di "The President Jefferson March" è stata riutilizzata nel movimento finale, "In Memoriam and March: The BSO Forever", del Divertimento. Bernstein ha riutilizzato parte della canzone "To Make Us Proud" per il suo Olympic Hymn del 1981.

## Successive riprese
L'unico revival significativo dello spettacolo fu una produzione dell'Indiana University Opera Theatre del 1992, che utilizzava una bozza della sceneggiatura ante Filadelfia e includeva parti della musica di Bernstein che erano state eliminate nel percorso per Broadway. Questa produzione è stata anche eseguita brevemente al Kennedy Center di Washington nell'agosto 1992.

## A White House Cantata
Dopo la sua morte nel 1990, i figli e i soci di Bernstein vagliarono le numerose variazioni e revisioni della partitura e autorizzarono una versione corale intitolata A White House Cantata, che cancellò quasi tutti i rimanenti riferimenti metateatrali: alcuni possono ancora essere ascoltati nel duetto "Monroviad". La BBC Radio ha trasmesso il debutto a Londra di questo lavoro nel 1997 e tre anni dopo la Deutsche Grammophon ha pubblicato una performance ridotta in una registrazione su CD. Sia il concerto di Londra che la registrazione della DG sono stati diretti da Kent Nagano con la London Symphony Orchestra. Gli eredi di Leonard Bernstein controllano la licenza delle esecuzioni della versione cantata, ma rifiutano di consentire l'esecuzione, la registrazione o la pubblicazione del musical originale.

## Registrazioni di numeri individuali
Sebbene non sia stato realizzato alcun album del cast, la performance di Patricia Routledge di "Duet for One" sopravvive come registrazione privata in mono dalla première, completa di standing ovation.
I singoli numeri del lavoro sono stati incisi ed eseguiti da una varietà di cantanti importanti. "Take Care of This House" è stata cantata da Frederica von Stade sotto la direzione di Bernstein all'inaugurazione di Jimmy Carter. È stato registrato da Judy Kaye e da tutti, a partire da Barbra Streisand (il suo album del 2018 "Walls"), dai cantanti lirici Marilyn Horne e Roberta Alexander agli artisti teatrali Joanna Gleason e Julie Andrews. Nel 2012 Kelli O'Hara ha registrato "Take Care of This House" per l'album Celebrating the American Spirit (Sono Luminus), diretto da Judith Clurman. "The President Jefferson March" e "Duet for One" appaiono entrambi nella loro versione originale (pre-Broadway) su un disco della EMI chiamato "Broadway Showstoppers", diretti da John McGlinn e cantati da Davis Gaines e Judy Kaye. Il defunto baritono afroamericano Bruce Hubbard, membro del gruppo originale di Broadway, registrò anche la ballata di Lud "Seena". Può essere ascoltato nel suo CD For You, For Me, che è stato ristampato nel 2005. Sarah Brightman ha eseguito "Lud's Wedding" nella sua raccolta del 1989 di canzoni perdute di Broadway, The Songs That Got Away.

## Trama
Philadelphia:

Un gruppo teatrale sta provando uno spettacolo. Il momento delle prove è il presente e quello dello spettacolo che viene provato va dal 1792 al 1902. Lo spettacolo che viene provato è una storia della Casa Bianca e dei servi che servono il Presidente. Un attore interpreta tutti i presidenti e un'attrice interpreta tutte le First lady. Il personale di servizio principale sono i personaggi afroamericani di Lud Simmons e Seena. Tre generazioni di Lud adulti e giovani sono interpretate dagli stessi due attori. Lud è uno schiavo fuggito che in seguito sposa Seena. Gli eventi trattati nello spettacolo includono la scelta di una nuova capitale, l'Incendio di Washington nel 1814, il preludio alla Guerra civile statunitense, l'impeachment di Andrew Johnson, le elezioni presidenziali del 1876 e l'amministrazione di Chester Alan Arthur. Tra le prove delle varie scene, gli attori offrono commenti e riflettono sulle ingiustizie passate subite dai neri durante il periodo di tempo coperto dallo spettacolo. Questo culmina con l'attore che interpreta il presidente e l'attore che interpreta Lud che si rifiutano di continuare a provare lo spettacolo. Dopo aver riflettuto, l'attore che interpreta il presidente si rende conto che tutto ciò che voleva era sentirsi orgoglioso del suo paese e che ama questa terra.
New York:

I quattro membri principali del cast si rivolgono al pubblico e li informano che lo spettacolo copre i primi cento anni della Casa Bianca. Dicono che l'America è un'opera teatrale che è sempre in prova, in fase di revisioni e miglioramenti. La trama poi copre lo stesso materiale storico della versione di Filadelfia;il commento degli attori, tuttavia, viene completamente rimosso.

## Numeri musicali

### Broadway
Atto I
- "Overture" - Orchestra
- "Rehearse!" - Il Presidente, la First Lady, Lud, Seena e l'intera compagnia
- "If I Was a Dove" - Little Lud
- "On Ten Square Miles by the Potomac River" - Washington e delegati
- "Welcome Home Miz Adams" - Henry, Rachel e Staff
- "Take Care of This House" - John e Abigail Adams, Little Lud e Staff
- "The President Jefferson Sunday Luncheon Party March" - Jefferson, Little Lud ed ospiti
- "Seena" - Lud
- "Sonatina (The British)" - Ammiraglio Cockburn, ufficiali e cittadini
  - 1. Allegro con brio
  - 2. Tempo di Menuetto (inclusa un'autentica armonizzazione di "To Anacreon in Heav'n" (1740) successivamente nota come "The Star Spangled Banner")
  - 3. Rondo
- "Lud's Wife"
- "I Love My Wife" - Lud, Seena e Staff
- "Auctions" - Auctioneer e Buyers
- "The Little White Lie" James e Eliza Monroe
- "We Must Have a Ball" - Buchanan
- "The Ball" - Entire Company

Atto II
- "Entr'acte" - Orchestra
- "Forty Acres and a Mule" - Lo Staff
- "Bright and Black" - Seena e Staff
- "Duet for One (First Lady of the Land)" - Julia Grant, Lucy Hayes e Compagnia
- "The Robber Baron Minstrel Parade" - The Minstrels
- "Pity The Poor" - The Minstrels
- "The Red, White and Blues" - I menestrelli
- "I Love This Land" - Il presidente
- "Rehearse!" - Intera compagnia

### Première di Filadelfia
Atto I
- Prelude
- On Ten Square Miles by the Potomac River
- If I Was a Dove
- The Nation That Wasn't There
- Welcome Home, Miz Adams
- Take Care of This House
- The President Jefferson Sunday Luncheon March
- Seena
- The Nation That Wasn't There (ripresa)
- Sonatina
- The Nation That Wasn't There (ripresa)
- Lud's Wedding
- I Love My Wife
- Auctions
- The Monroviad
- This Time
- We Must Have a Ball
- Take Care of This House and The Nation That Wasn't There (ripresa)

Atto II
- Philadelphia
- Uncle Tom's Funeral
- Bright and Black
- The Duet for One
- Hail Garfield
- Hail Arthur
- The Money-Loving Minstrel Parade
- Pity the Poor
- The Grand Ol' Party
- The Red, White, and Blues
- American Dreaming
- To Make Us Proud

### Altri numeri musicali
- Me (New Opening) - utilizzato nella produzione dell'Indiana University del 1992
- Reclamation Scene ("Can You Love") - inutilizzato
- What Happened - utilizzato nella produzione 1992 dell'Indiana University
- A Star at Noon - inutilizzato
- The Switch - inutilizzato
- We - inutilizzato
- It's My Country (Mr. Lincoln) - orchestrato, ma inutilizzato
- Welcome Home, Miz Johnson - usato in A White House Cantata